# Добрин
До́брин — село в Україні, у Плужненській сільській громаді Шепетівського району Хмельницької області. Населення становить 433 особи (2011).

## Географія
Село розташоване на півдні громади, на північний схід від витоку річки Гутиська, за 31 км (автошляхом Т 2313) на захід від міста Ізяслав, та за 136 км (автошляхами Н03, Н25 та Т 2313) на північ — північний захід від обласного центру.
Сусідні населені пункти:

## Історія
Найстаріша поява на карті в "АТЛАС РЕЧИ ПОСПОЛИТОЙ XVI-XVII ВЕКОВ НА ЗЕМЛИ РУССКИЕ [Архівовано 14 вересня 2017 у Wayback Machine.]"
У 1906 році село Перерославської волості Острозького повіту Волинської губернії. Відстань від повітового міста 22 верст, від волості 10. Дворів 79, мешканців 810.

## Населення
| Роки            | 1906 | 2001 | 2010 | 2011 |
| --------------- | ---- | ---- | ---- | ---- |
| Населення, осіб | 810  | ▼548 | ▼431 | ▲433 |

## Відомі люди
- Баран Юрій Миколайович (1968—2014) — майор, загинув при виконанні бойових обов'язків, під час війни на сході України в районі міста Амвросіївка. 26 лютого 2015 року нагороджений орденом Богдана Хмельницького ІІІ ступеня (посмертно).[6]